# Agriades latedisjuncta
Agriades latedisjuncta är en fjärilsart som beskrevs av Alberti 1973. Agriades latedisjuncta ingår i släktet Agriades och familjen juvelvingar. Inga underarter finns listade i Catalogue of Life.